# Ана Копадо
Ана Копадо (ісп. Ana Copado, 13 січня 1988) — іспанська ватерполістка, олімпійська медалістка.

## Виступи на Олімпіадах
| Олімпіада   | Дисципліна                    | Місце |
| ----------- | ----------------------------- | ----- |
| Лондон 2012 | водне поло (запасний воротар) | 2     |

1. 1 2 3 4 5 6  Enciclopèdia de l'esport català — Grup Enciclopèdia, 2012.
2. ↑  Olympedia — 2006.